# Symfonisk black metal
Symfonisk black metal er en black metal-stil, der benytter sig af symfoniske og orkestrale elementer. Dette kunne inkludere brugen af melodiske instrumenter fundet i orkester og symfoni sektioner (strenginstrumenter, blæseinstrumenter, træblæser og keyboards), rene opera-agtige vokaler, guitar med mindre forvrænget lyd, og sangstrukturer som drager inspiration fra symfonier. Alligevel er mange af de karakteristiske black metal elementer bevaret, som den skrigende vokal, det hurtige tempo og guitarer spillet med tremol. 
Symfonisk black metal forveksles også ofte med melodisk black metal og gothic metal, da der er mange ligheder, der ofte overlapper de tre genre.
Bands indenfor genren er f.eks:
- Dimmu Borgir
- Eisbrecher
- Ministry